# 作出龍一
作出 龍一（さくで りゅういち、1973年 - ）は、日本の政治運動家。愛知県出身。中部大学卒業。

## 経歴
中部大卒業後、工場作業員となる。2007年、突如として夕張市長選挙に立候補。連合の支援を受けた藤倉肇、人気者の三上誠三らを相手に独自の戦いを展開し、大方の予想を覆す40票もの票を獲得する善戦を見せた。
夕張市長選では、自転車に乗っての遊説や、ひとりでポスターを手張りする、テーブルクロスで襷を製作するなどのユニークなパフォーマンスを展開し、市民の笑いを誘った。また、政策面では、第二の夕張メロンとなるような家庭製品の開発を訴えた。